# Berniniella sakeni
Berniniella sakeni är en kvalsterart som beskrevs av Gordeeva och Tarba 1990. Berniniella sakeni ingår i släktet Berniniella och familjen Oppiidae. Inga underarter finns listade.